# Terza Fitna
Con la locuzione Terza Fitna (in arabo الفتنة الثاﻟﺜـة‎?, al-Fitna al-thālitha), gli storici musulmani indicano la convulsa guerra interna alla famiglia califfale omayyade, innescata dalla morte di Hisham ibn 'Abd al-Malik e dall'ascesa di suo nipote al-Walid II.
Al-Walid II regnò solo due anni scarsi, dal 743 al 744. S dice che egli fosse assai maggiormente interessato dai piaceri terreni che dalla pia conduzione del califfato della Umma islamica, che indulgesse al vino e al libertinaggio, oltre che all'ateismo.

Va però ricordato che le notizie che lo riguardano provengono tutte da fonti a lui ostili, tali da legittimare agli occhi dei musulmani il successo della "Rivoluzione abbaside", che avrà modo di manifestarsi poco prima della fine della metà dell'VIII secolo.
Un'altra accusa mossagli (che ha anch'essa poco senso sotto il profilo etico islamico) è la sua costruzione o il suo restauro di vari siti nella steppa siro-palestinese: i cosiddetti "castelli" omayyadi (tra cui Qusayr Amra, il Qasr al-Hayr al-Sharqi, la Mshatta o il Khirbat al-Mafjar), che spesso altro non erano che riadattamenti di precedenti manufatti bizantini o ghassanidi, che furono usati volentieri come residenze califfali.

Anche in questo caso, al di là dell'indifferenza della morale islamica verso l'architettura nuova o di riutilizzo, si dovranno ricordare le numerose e ricorrenti pestilenze (639, 669, 673, 688-9, 705, 732, 734, 745, 749) che avevano afflitto il Bilād al-Shām in generale e Damasco in particolare nel VII secolo e all'inizio dell'VIII.
Che al-Walid II (detto dai suoi nemici al-Fāsiq, "L'Empio") non si disinteressasse di religione e di politica lo testimoniano comunque alcuni suoi provvedimenti, come quelli che portarono alla persecuzione della Qadariyya, un movimento teologico potenzialmente eterodosso.

## La guerra familiare
Nel 744, Yazīd III, un figlio di al-Walīd I, dopo aver elargito grandi somme ai suoi potenziali simpatizzanti, s'impadronì della moschea edificata a suo tempo dal padre e di altri edifici pubblici prima di essere proclamato nuovo Califfo, dichiarando decaduto per indegnità al-Walīd II che, abbandonato da tutti, fu ucciso il 17 aprile nel suo "castello" di al-Bakhrāʾ, presso Palmira, al termine di una disperata resistenza agli uomini di ʿAbd al-ʿAzīz b. al-Ḥajjāj b. ʿAbd al-Malik, cugino di Yazīd III.
Il cruento contrasto esploso all'interno della famiglia omayyade segnò di fatto l'esaurimento della spinta propulsiva del califfato] creato da Muʿāwiya I, già violentemente contestato nelle regioni orientali del Khorasan e della Transoxiana, così come nel Nordafrica berbero, agevolando non poco il successo della causa abbaside mossa a Marw da Abu Muslim, agente di fiducia dei fratelli Ibrāhīm, Abū l-ʿAbbās e Abū Jaʿfar ʿAbd Allāh.
Yazīd III nominò suo fratello Ibrāhīm come suo successore ma Marwān II (reg. 744–50), nipote di Marwān I, col suo esercito dalla frontiera settentrionale in cui operava, entrò a Damasco nel dicembre del 744, dove si fece proclamare Califfo. Spostò però immediatamente la capitale a nord di Ḥarrān (allora in Jazīra e oggi in Turchia). Una rivolta esplose subito in Siria, forse dettata anche dal risentimento per il trasferimento della capitale, e nel 746 Marwān II rase al suolo la cinta muraria di Ḥimṣ e di Damasco come ritorsione.
Il Califfo dovette anche fronteggiare una significativa opposizione armata dei Kharigiti in Iraq, con Daḥḥāk b. Qays al-Shaybānī, sconfitto a Kafartūthā nel 746, e la reazione della famiglia omayyade che gli scatenò contro il figlio del Califfo Hishām, Sulaymān, battuto l'anno successivo ad ʿAyn al-Jarr, nella Beqāʿ, "nonostante Marwān disponesse di forze di un buon terzo inferiori ai 120 000 guerrieri schierati dal suo avversario".
Nel 747, Marwān provò a riportare sotto controllo l'Iraq, in cui forte era da sempre l'opposizione alide anti-omayyade, ma la più grave minaccia per lui e gli Omayyadi stava in realtà già organizzandosi con grande efficienza in Khorasan, grazie all'opera di vari duʿāt, ultimo dei quali e più importante era Abū Muslim al-Khurasānī, che a Marw proclamò quella che gli storici definiscono "Rivoluzione abbaside".